# Arnhim Ulric Eustace

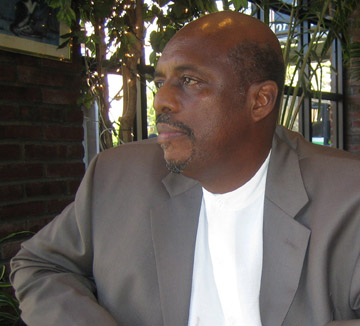
Arnhim Ulric Eustace (2005)

Arnhim Ulric Eustace (* 5. Oktober 1944) ist ein Politiker der New Democratic Party (NDP) in St. Vincent und die Grenadinen, der zwischen 2000 und 2001 Premierminister war. Seitdem ist er Führer der Opposition im House of Assembly.

## Leben

### Ökonom, Verwaltungsbeamter und Manager
Eustace begann nach dem Besuch der St Vincent Boys’ Grammar School ein Studium der Wirtschaftswissenschaften an der Sir George Williams University in Montreal, das er mit einem Bachelor of Science (B.Sc. Economics) abschloss. Ein darauf folgendes postgraduales Studium im Fach Entwicklungsökonomie an der University of Windsor beendete er mit einem Master of Science (M.Sc. Development Economics). Nach seiner Rückkehr wurde er 1971 jüngster Ständiger Sekretär (Permanent Secretary) und damit ranghöchster Beamter im Landwirtschaftsministerium. Diese Funktion bekleidete er bis 1976 und wurde danach 1977 Wirtschaftsberater von William Demas, dem Präsidenten der Karibischen Entwicklungsbank CDB (Caribbean Development Bank) mit Sitz in Barbados. In den folgenden Jahren war er zunächst Verwaltungsmanager der CDB und 1985 für 18 Monate zum Entwicklungsprogramm der Vereinten Nationen (UNDP) abgeordnet, wo er sich als Generaldirektor für Finanzen und Planung mit der Überprüfung und Einführung von Veränderungen im öffentlichen Finanzsystem und der Verwaltung der Staatsfinanzen in St. Vincent und die Grenadinen befasste. Danach kehrte er zur CDB zurück und war dort bis 1993 Direktor für Projekte und damit dritthöchster Manager der Caribbean Development Bank.
Nach seiner Rückkehr wurde Eustace 1993 Finanzberater der Regierung von Premierminister James Fitz-Allen Mitchell. Er war zwischen 1993 und 1998 Vorstandsvorsitzender des Lebensmittelunternehmens WIBDECO sowie DDR Joint Venture Holding Companies und vertrat die Windward Island bei den Verhandlungen zwischen GEEST Bananas und Fyffes zu einem Joint Venture. Des Weiteren war er Vorstandsvorsitzender der Nationalversicherung NIS (National Insurance Scheme) sowie Regierungsvertreter im Vorstand der Ostkaribischen Unternehmensgruppe ECGC (East Caribbean Group of Companies).

### Minister, Premierminister und Oppositionsführer
Bei den Wahlen 1998 wurde Eustace für die New Democratic Party (NDP) von Mitchell im Wahlkreis East Kingstown erstmals zum Mitglied des Versammlungshauses (House of Assembly) gewählt, dem er seither nach vier Wiederwahlen angehört. Nach der Wahl 1998 wurde er von Premierminister Mitchell zum Minister für Finanzen, Planung und den öffentlichen Dienst in dessen Regierung berufen. Das ihm 1998 angebotene Amt als stellvertretender Generalsekretär des Commonwealth of Nations lehnte er jedoch ab.
2000 wurde Eustace Vorsitzender der NDP und als solcher nach dem Rücktritt von James Fitz-Allen Mitchell am 27. Oktober 2000 als dessen Nachfolger schließlich selbst Premierminister. Aufgrund anhaltender Streiks und Demonstrationen gegen seine Regierung sah sich Eustace nach nur wenigen Monaten im Amt genötigt, Neuwahlen anzusetzen (die ansonsten erst 2003 angestanden hätten). Bei den Wahlen am 28. März 2001 erlitt die NDP jedoch eine landesweite erdrutschartige Niederlage und erhielt nur noch drei der 15 Sitze im House of Assembly. Daraufhin übergab er am 29. März 2001 das Amt des Premierministers an Ralph Gonsalves von der United Labour Party (ULP), während er selbst Führer der Opposition im House of Assembly wurde. Bei den folgenden Wahlen wurde er jeweils zum Abgeordneten wiedergewählt und übernahm auch weiterhin die Funktion als Oppositionsführer. Zuletzt konnte die NDP zunehmend ihre Ergebnisse verbessern und verfügt seit den Wahlen vom 13. Dezember 2010 über sieben der 15 Sitze, während die ULP nur noch acht Parlamentarier stellt. 2016 kündigte er an als Parteivorsitzender und Oppositionsführer zurückzutreten.